# Schacka
Schacka är inom schack när en spelare hotar den andra spelarens kung i nästa drag. Ibland säger spelaren "schack!" för att uppmärksam sin motspelare om hotet men detta är inte brukligt i tävlingsschack.
Den schackade spelaren har tre alternativ: Flytta kungen till en ohotad intilliggande ruta, ställa en av sina andra pjäser mellan kungen och den pjäs som hotar kungen (detta är dock inte möjligt om kungen hotas av en springare), eller ta den pjäs som schackar - antingen med kungen själv eller med en annan av sina pjäser.
Om spelaren inte har någon möjlighet att avvärja schacken, är denne matt, och har förlorat partiet.

## Varianter

### Avdragsschack
|  | Wiktionary har en ordboksartikel om avdragsschack. |

Avdragsschack innebär att motståndarens kung hotas av en pjäs som den dragna pjäsen blockerade. Exempelvis kan avdragsschack ske när damen och motståndarens kung står på samma linje, med en löpare emellan dem. När löparen förflyttas från linjen, blir kungen hotad av damen, och därmed uppstår avdragsschack.

### Dubbelschack
|  | Wiktionary har en ordboksartikel om dubbelschack. |

Dubbelschack innebär att kungen hotas av två motståndarpjäser samtidigt och innebär automatiskt att kungen inte kan skyddas genom att slå en hotande pjäs, ej heller går det att ställa en skyddande pjäs emellan, enda räddningen är att flytta kungen. Situationen uppkommer om motståndaren har en pjäs som skulle hota kungen, om det inte vore för att en motståndarpjäs samtidigt står i vägen som enda skydd. Om denna mellanliggande pjäs flyttas blir kungen schack genom avdragsschack, det vill säga schack-situationen uppkommer på grund av en annan pjäs än den som flyttas, men om även pjäsen som flyttas schackar kungen uppstår en dubbelschack. Pjäsen som inte flyttas brukar vara ett torn eller damen och den mellanliggande "avdragspjäsen" är vanligen en springare eller löpare. Men andra kombinationer kan stundom uppstå.

### Motschack
|  | Wiktionary har en ordboksartikel om motschack. |

Motschack innebär att motståndarens schack besvaras direkt med en schack. Motschackar är ganska ovanliga, och förekommer främst i damslutspel.